# Сентрал Уругвай Рейлвей Крикет Клуб
«Сентраль Уругвай Раилвей Крикет Клуб» (исп. Central Uruguay Railway Cricket Club) (Центральный Уругвайский Железнодорожный Крикетный Клуб, ЦУЖДКК) или просто СУРКК (исп. CURCC) — спортивный клуб из Уругвая, прежнее название современного клуба «Пеньяроль». СУРКК был основан 28 сентября 1891 года в Монтевидео Центральной Британской железнодорожной компанией, которая действовала в Уругвае с 1878 года. В клуб было включено 72 англичанина, 45 уругвайцев и один немец. Учредителями клуба стали братья Морды, Люси, Т. Б. Дэвис, Фредерик, Сегфилд, Пенни, Хопкинс, Уоси, Кок, Джас, Оатес, Гордон, Уорд, Камино и Дэвинпорт. На собрании, проведённом 6 октября первым президентом клуба стал Франк Хендерсон, который пребывал в должности до 1899 года.
Футбольная секция появилась в СУРККе в 1892 году, заменив регби и крикет, виды спорта, популярные в Британии, но не прижившиеся в Уругвае. В голосовании, проведённом Центральной Британской железнодорожной компанией, футбол набрал 14 голосов, а регби 6. Неофициальным символом клуба стала фраза «Come on, fellows» (вперёд, приятели).
С 1914 года футбольная команда ЦУЖДКК выделилась в «Пеньяроль», что не приняли руководство команды, руководство Британской железной дороги и все британские служащие. Ассоциация футбола Уругвая изменение в руководстве клуба приняло, потому «Пеньяроль» является официальным правопреемником клуба CURCC.

## История

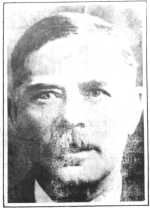
Франк Хендерсон. Первый президент СУРКК.

Первый матч СУРККа прошел против команды Английской высшей школы, завершившись победой СУРККа со счетом 2:0. В 1895 году капитаном команды стал Хулио Негрон, ставший первым уругвайцем, удостоившимся этой чести, до него все капитаны команды были англичанами.
В 1900 году СУРКК вместе с «Дойчером» и «Альбионом» организовали Уругвайскую Ассоциацию футбола (УАФ). Первый официальный матч СУРКК провёл 10 июня 1900 года против клуба «Альбион», игра завершилась победой СУРККа со счётом 2:1, первые голы команды забили Хуан Пена и Гильермо Давиэс. Особенно сильным было противостояние с «Дойчером», представлявшим германских подданных в Уругвае, тогда как игроки СУРКК были британцами. В этот же год состоялось первое уругвайское «класико», в котором СУРКК победил «Насьональ» со счетом 2:0. В конце сезона команда оформила победу в первом уругвайском чемпионате. Повторил этот успех клуб и на следующий год.
В 1903 году СУРКК стал автором рекорда, забив 12 безответным мячей в ворота «Монтевидео Уондерерс», став первой уругвайской командой, которая в официальном матче забила более 10-ти мячей. В тот год, однако, чемпионом стал клуб «Насьональ», который победил и в следующем сезоне.

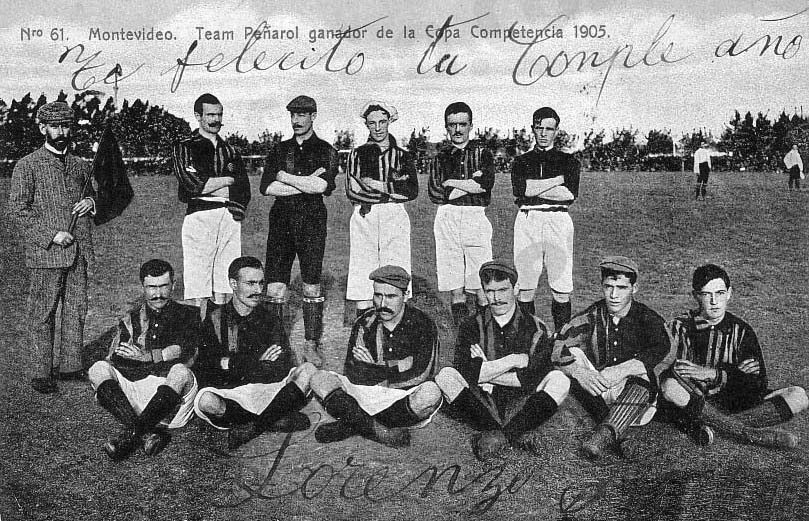
СУРКК в 1905 году

В 1904 году чемпионат не разыгрывался из-за гражданской войны в Уругвае, но на следующий год и в 1907 году команда вновь была лучшей на уругвайской земле. Но, несмотря на эти успехи, у команды проявились первые проблемы. В. Бейн, президент клуба, отказался от занимаемой должности, став первым президентом, ушедшим в отставку, он мотивировал это тем, что содержание команды экономически невыгодно и сулит лишь одни проблемы из-за фанатов, которые в поездках на гостевые матчи бесчинствовали в поездах, доставляя ощутимый урон железнодорожной компании.
В 1908 году клуб в знак протеста против календаря чемпионата покинул УАФ, но, тем не менее, вернулся в чемпионат Уругвая. В тот год болельщики команды сожгли вагон, в котором ехали соперники СУРККа

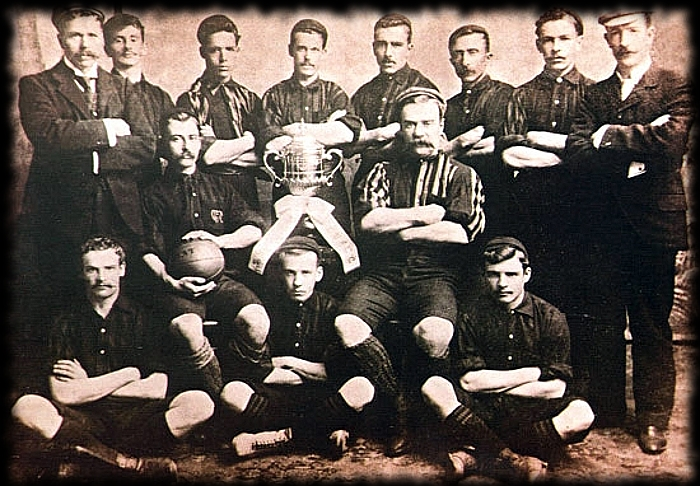
Чемпион 1900 года

После окончания чемпионата Уругвая 1911 года, было решено реформировать СУРКК, включая смену состава команды (вместе с административным аппаратом клуба, в который предлагалось вводить не только работников железной дороги) и переименовать команду на «СУРКК Пеньяроль» Негласно болельщики уже давно называли этот клуба «Пеньяролем», это же название зачастую использовалось и в афишах, билетах, рекламных постерах и так далее. В июне 1913 года это предложение было отвергнуто руководящим составом клуба. СУРКК решает расформировать футбольную секцию клуба, став исключительно крикетным, но уже 15 ноября 1913 года, по просьбе болельщиков и части группы управления командой, в основном уругвайцев, которая была недовольна выбором в пользу крикета и решила самостоятельно продолжить функционирование клуба, футбольная секция не закрылась, но отделилась от клуба и сменила название на «СУРКК Пеньяроль», который через год был официально сменён на «Клуб Атлетико Пеньяроль». «Пеньяроль» является правопреемником «Сентрал Уругвай Рейлвей Крикет Клуба», вместе с тем, британцы, которые составляли небольшую часть команды, а также несколько уругвайцев, включая Карлоса Скароне, не захотели играть в реформированном клубе.

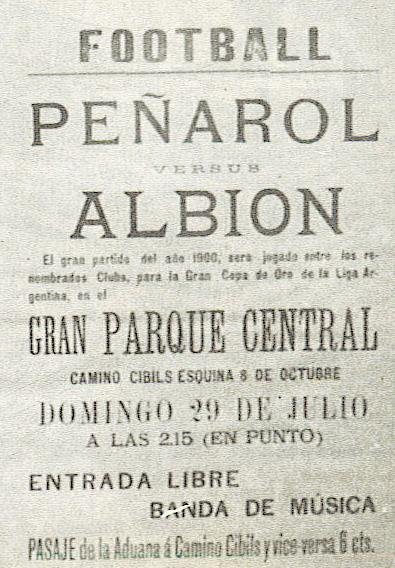
Билет на футбольный матч первого чемпионата Уругвая между ЦУЖДКК («Пеньяролем») и «Альбионом»

При этом социальные партнёры клуба СУУРКК, отказались признавать «Пеньяроль» правопреемникам команды,, из-за того, что в название отсутствовал термин «железнодорожный», указывавший историю возникновения команды. Клуб выбрал новых должностных лиц и принял устав команды, которого ранее не было. Эти действия вызвали протесты бывших работников СУРККа, которых до голосования просто не допустили, включая президента СУУРКа Дэвиса и секретатаря клуба Льюиса, так в клубе образовалось двоевластие. После чего новые должностные лица отправили в Уругвайскую футбольную лигу (ныне — Ассоциация футбола Уругвая) 16 января 1914 года документ, согласно которому СУУРК меняет название на «Пеньяроль», но не подписанный президентом Дэвисом, УФЛ документ приняла и отправила ответ с поздравлениями Абелардо Вескови, президента лиги.
Часть футбольной общественности Уругвая (в основном болельщики «Насьоналя») утверждало, что СУРКК просуществовал до 1915 года, так как по документам, в то время когда «Пеньяроль» уже проводил свои матчи, Железнодорожная британская компания платила арендную плату за домашнее поле СУРККа, не желая давать возможность играть на поле другой команде, хотя самой команды уже в 1914 году у железнодорожников не было. Хотя существуют некоторые данные, что команда СУРКК провела около 4 товарищеских матчей в Ривере в 1914—1915 годах, в частности 6 апреля 1914 года и 14 июля 1914 года. Окончательно клуб под названием «Сентрал Уругвай Рейлвей Крикет Клуб» исчез в 1915 году, когда всё его имущество было отдано в дар Британской больнице. Последний официальный документ «Сентрал Уругвай Рейлвей Крикет Клуб» был опубликован 31 января 1915 год, он состоял из финансового отчёта за год.
ФИФА, КОНМЕБОЛ, Уругвайская футбольная ассоциация признают «Пеньяроль» в качестве преемника ЦУЖДКК.

## Награды

### Национальные трофеи
- Чемпион Уругвая: 1900, 1901, 1905, 1907, 1911
- Кубок Конкуренции (Уругвай): 1901, 1902, 1904, 1905, 1907, 1909, 1910
- Кубок Славы (Уругвай): 1907, 1909, 1911

### Международные трофеи
- Кубок Славы Коусиньер: 1909, 1911